# Stéphane Brizé
Stéphane Brizé (Rennes, 18 oktober 1966) is een Frans filmregisseur, scenarioschrijver, acteur en producent. 

## Biografie
Stéphane Brizé werd geboren in 1966 in Rennes en volgde studies aan het Institut universitaire de technologie. Brizé verhuisde naar Parijs waar hij zijn carrière startte in het theater en bij de televisie. In 1993 begon hij korte films te maken en in 1999 realiseerde hij zijn eerste speelfilm Le Bleu des villes. In 2010 behaalde hij (samen met Florence Vignon) de César voor beste bewerkt script voor de film Mademoiselle Chambon. In 2013 kreeg Brizé twee Césarnominaties voor de film Quelques heures de printemps (beste origineel script en beste regie).

## Filmografie
- 1993 - Bleu dommage (acteur, scenario, regie) (korte film)
- 1995 - Ada sait pas dire non (acteur) (korte film)
- 1995 - Au petit Marguery (acteur)
- 1996 - L'oeil qui traîne (regie, scenario) (korte film)
- 1999 - Le Bleu des villes (regie, scenario)
- 1999 - Le premier pas (scenario) (korte film)
- 1999 - Nos vies heureuses (acteur)
- 2005 - Je ne suis pas là pour être aimé (regie, scenario)
- 2006 - Entre adultes (regie, scenario, producent)
- 2008 - Le Nouveau Protocole (acteur)
- 2009 - Mademoiselle Chambon (regie, scenario)
- 2012 - Quelques heures de printemps (regie, scenario)
- 2015 - La Loi du marché (regie)
- 2016 - Une vie (regie)
- 2018 - En guerre (regie, scenario)
- 2021 - Un autre monde (regie, scenario)

## Prijzen & nominaties
De belangrijkste:
| Jaar | Prijs                                         | Categorie               | Genomineerde(n)                                          | Uitslag     |
| ---- | --------------------------------------------- | ----------------------- | -------------------------------------------------------- | ----------- |
| 2013 | César                                         | Beste origineel script  | Quelques heures de printemps (samen met Florence Vignon) | Genomineerd |
| 2013 | César                                         | Beste regisseur         | Quelques heures de printemps                             | Genomineerd |
| 2010 | César                                         | Beste bewerkt script    | Mademoiselle Chambon (samen met Florence Vignon)         | Gewonnen    |
| 2005 | Internationaal filmfestival van San Sebastian | CEC Award for Best Film | Je ne suis pas là pour être aimé                         | Gewonnen    |
| 2005 | Internationaal filmfestival van San Sebastian | Gouden Schelp           | Je ne suis pas là pour être aimé                         | Genomineerd |
| 1999 | Deauville Filmfestival                        | Michel d'Ornano Award   | Le Bleu des villes (samen met Florence Vignon)           | Gewonnen    |